# Chinese school
Een Chinese school in Nederland is een school die meestal op zaterdag les geeft in de Chinese taal en cultuur. Zij hebben meestal geen eigen gebouwen tot hun beschikking maar huren ruimte in een Nederlandse school. Het zijn particuliere scholen waarvoor apart lesgeld betaald moet worden.
Er bestaan Kantonees-Chinese scholen, Mandarijns-Chinese scholen, Kantonees-Mandarijns-Chinese scholen en protestants Kantonees-Chinese scholen.

## Basisonderwijs
Alle Chinese scholen geven basisonderwijs dat meestal acht of tien jaar duurt. In het basisonderwijs onderwijzen de leraren de meest voorkomende Chinese woorden en karakters. Meestal wordt er maar één boek gebruikt. In het boek zijn meestal Chinese spreekwoorden, Chinese geschiedenis, korte verhaaltjes met de normen en waarden van de Chinese cultuur en Chinese grammatica verwerkt.
| klas          | vergeleken met Nederlandse basisonderwijs | traditioneel Chinees | Standaardkantonees | Standaardmandarijn/pinyin |
| ------------- | ----------------------------------------- | -------------------- | ------------------ | ------------------------- |
| kleuterklas A | groep 1                                   | 幼低                 | Yâuw Taj           | Yoow Die/yòudī            |
| kleuterklas B | groep 2                                   | 幼高                 | Yâuw Koow          | Yoow Gaauw/yòugāo         |
| 1             | groep 3                                   | 一年級               | Yat Nien K'ap      | Ie Njen Djie/yi'nianji    |
| 2             | groep 4                                   | 二年級               | Yie Nien K'ap      | Ur Njen Djie/ernianji     |
| 3             | groep 5                                   | 三年級               | Saam Nien K'ap     | San Njen Djie/sannianji   |
| 4             | groep 6                                   | 四年級               | Seej Nien K'ap     | Ss Njen Djie/sinianji     |
| 5             | groep 7                                   | 五年級               | Ng Nien K'ap       | Woe Njen Djie/wunianji    |
| 6             | groep 8                                   | 六年級               | Lok Nien K'ap      | Ljuw Njen Djie/lìunianji  |

## Chinees Onderwijs in Eigen Taal (COET)
In de beginjaren van de Chinese scholen in Nederland werden leerlingen onderwezen met lesboeken uit Hong Kong. Gezien deze lesboeken waren bedoeld voor leerlingen in Hong Kong, waren deze vaak te moeilijk en van een te hoog niveau voor velen. In oktober 1992 werd het project Chinees Onderwijs in Eigen Taal (COET) opgezet. Dit project werd geleid door het Advies- en Begeleiding Centrum voor het onderwijs in Amsterdam (ABC) op initiatief van de Stichting Landelijke Federatie van Chinese Organisaties in Nederland (SLFCON).
Het project werd opgezet, opdat er een integrale Chinese taalmethode voor groep 1 tot en met groep 8 van de Chinese scholen kwam. Het doel van het project is dat de leerlingen:
- de basisvaardigheden in het luisteren naar en het spreken, lezen en schrijven van het Chinees leren en verder ontwikkelen;
- toegang krijgen tot de eigen cultuur, waardoor hun zelfbewustzijn zich gunstig kan ontwikkelen; en
- hun kansen op succes op de Nederlandse basisschool vergroten.

De lesmethode bestaat uit acht tekstboeken voor alle acht jaren leerjaren. Daarbij zijn er voor elk leerjaar twee werkboeken (één werkboek per semester) en één lerarenhandleiding. Alles is geschreven in het Traditioneel Chinees, gezien het merendeel van de Chinese scholen Kantonees als doel- en instructietaal heeft. Voorts is er aan het eind van elk tekstboek de Nederlandse vertaling van de teksten en een Pinyin transcriptie met vereenvoudigde karakters opgenomen. Het lesmateriaal sluit aan bij de belevingswereld van Chinese kinderen in Nederland. Het is zoveel mogelijk afgestemd op methodes die op de basisschool gebruikt worden. In de lerarenhandleiding wordt er bijvoorbeeld aandacht besteed aan hoe les wordt gegeven op de basisscholen in Nederland.
Vanaf 1993 werden de eerste boeken uitgebracht door het COET voor groep 1, 2 en 3. In 1994 volgde er een tweede druk. Vanaf 1995 werd er elk jaar één nieuw leerjaar uitgebracht. Vanaf 1995 groep 4, vanaf 1996 groep 5 etc. etc.

## Voortgezet onderwijs
De grootste verandering tussen voortgezet en basisonderwijs is dat men op voortgezet onderwijs meer gedetailleerd Chinese geschiedenis en soms ook aardrijkskunde krijgt.
| klas | vergeleken met Nederlandse voortgezet onderwijs | Traditioneel Chinees | Standaardkantonees | Standaardmandarijn/Pinyin |
| ---- | ----------------------------------------------- | -------------------- | ------------------ | ------------------------- |
| 1    | klas 1 "brugklas"                               | 中一                 | Chong Yat          | Djong Ie/Zhōng yī         |
| 2    | klas 2                                          | 中二                 | Chong Yie          | Djong Ur/Zhōng èr         |
| 3    | klas 3 "bovenbouw"                              | 中三                 | Chong Saam         | Djong San/Zhōng sān       |

## Schooltypen

### Kantonees-Chinese scholen
Op deze scholen wordt alleen door middel van Standaardkantonees lesgegeven. Ook gebruiken deze scholen nog steeds het oude traditioneel Chinees schrift. Er wordt op deze scholen minstens een uur Standaardmandarijn onderwezen.

### Mandarijns-Chinese scholen
Deze scholen gebruiken alleen het Standaardmandarijn/Putonghua om les te geven. Ze gebruiken meestal het nieuwe vereenvoudigd Chinees schrift. Ook wordt er veel gebruikgemaakt van pinyin, waardoor de leerlingen sneller karakters in het Standaardmandarijn kunnen leren.

## Kantonees-Mandarijns-Chinese scholen
Kantonees-Mandarijns-Chinese scholen zijn scholen die uit twee groepen bestaan. De ene helft van de school krijgt Standaardkantonees te horen en de andere helft Standaardmandarijn. Zo zijn er voor elke groep en elke klas in de school twee groepen en twee klassen. In de Standaardmandarijnse klassen wordt geen Standaardkantonees gegeven, maar in Standaardkantonese klassen wordt minstens één uur Standaardmandarijn onderwezen.
Veel Kantonees-Mandarijns-Chinese scholen zijn overgegaan naar Mandarijns-Chinese scholen.

### ProtestantseKantonees-Chinese scholen
Op deze Kantonees-Chinese scholen wordt behalve onderwezen in het Standaardkantonees, Standaardmandarijn, hanzi en de Chinese cultuur ook onderwezen in de Bijbel. De eerste Nederlandse Chinese school met de Bijbel werd in 1973 in Katendrecht opgericht door de lokale Chinese protestantse gemeente aldaar.

### Andere Chinese scholen
Er bestaan in Nederland ook Chinese scholen voor Chinezen van Vietnamese afkomst en voor Chinezen van Taiwanese afkomst (Taipei-scholen).

## Enkele Chinese scholen in Nederland
- Haagse school voor Chinese educatie Wah Ha (opgeheven)
- Chinese School Kai Wah - Amsterdam